# 佩里蒂巴
佩里蒂巴是巴西圣卡塔琳娜州的一个市镇。总面积96.407平方公里，总人口2944人，人口密度30.5人/平方公里。